# Saclay
Saclay  ist eine französische Gemeinde 18,6 Kilometer südwestlich von Paris im Département Essonne in der Region Île-de-France in Frankreich. Der Ort hat 4380 Einwohner (Stand 1. Januar 2022) und liegt in einer landwirtschaftlich genutzten Umgebung auf einem Plateau gleichen Namens. Das Wasserreservoir der Umgebung diente für die Versorgung der Bassins im Park des Schlosses von Versailles.
Die Einwohner werden Saclaysiens genannt.

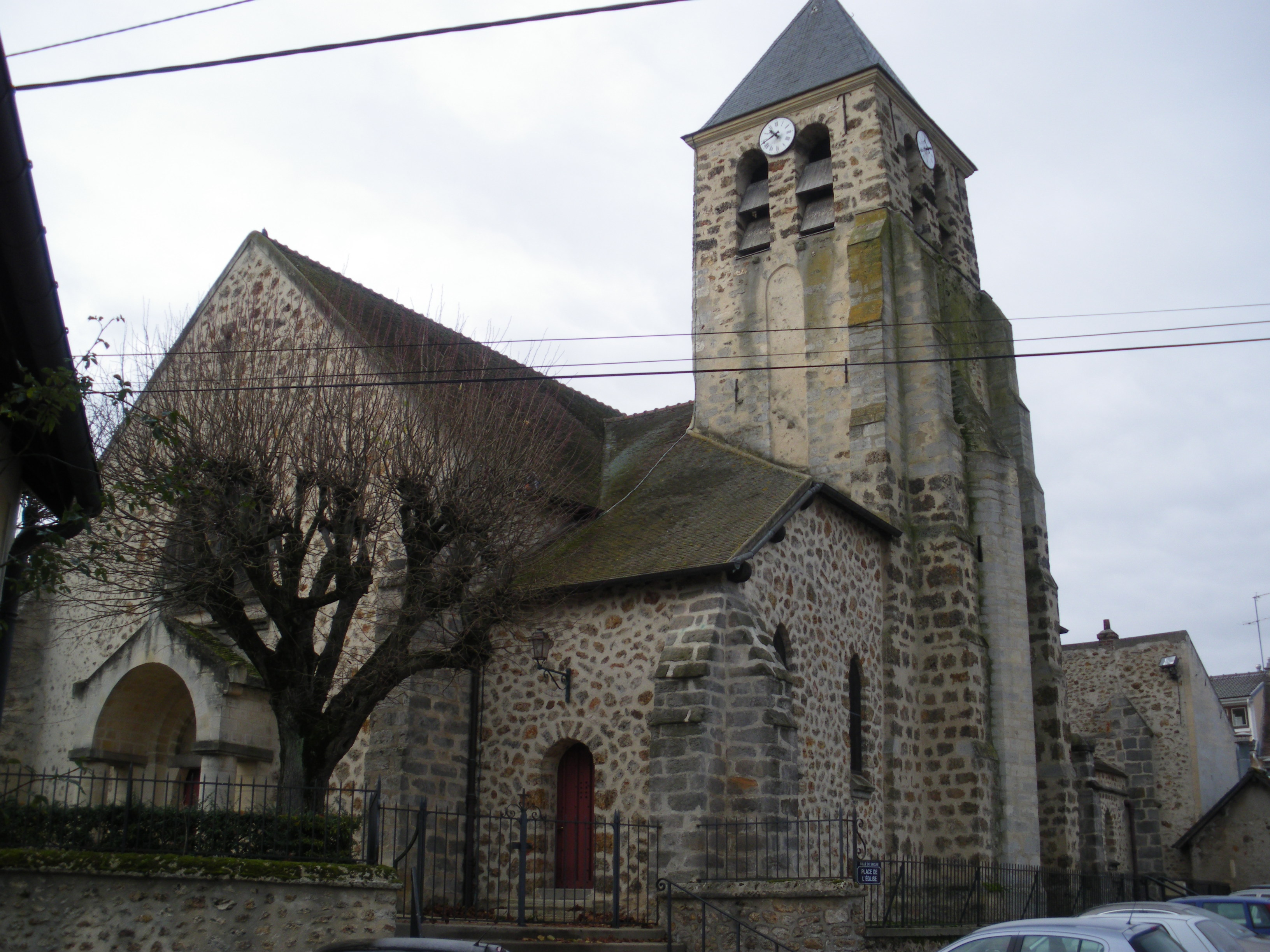
Kirche Saint-Germain

## Verkehr
Saclay hat keine direkte Eisenbahn- oder Metroverbindung. Die nächste mit der RER erreichbare Station ist Le Guichet in Orsay, 3,2 Kilometer südlich des Zentrums von Saclay (mit Linie RER B), bzw. die Station Vauboyen im nördlich gelegenen Jouy-en-Josas (Linie RER C).

## Forschungscluster
In Saclay befindet sich ein Forschungszentrum des 1945 gegründeten französischen Commissariat à l’énergie atomique et aux énergies alternatives (CEA2) für Kern- und Elementarteilchenphysik, Kerntechnik, aber auch Biologie und Materialforschung, mit rund 6000 ständigen Mitarbeitern, davon 5000 Wissenschaftlern (2008).
Im Aufbau befindet sich (Stand 2016) ein Wissenschafts- und Technikzentrum mit Hochschulen, privaten und staatlichen Labors und Wohnvierteln sowie einer TGV-Station.

## Sehenswürdigkeiten
Siehe: Liste der Monuments historiques in Saclay
- Die Kirche Saint-Germain stammt aus dem 13. Jahrhundert.

## Städtepartnerschaften
Partnerstädte von Saclay sind Mechterstädt, Thüringen, seit 1996 und Ballincollig, Irland, seit 1998/99.

## Bildung
- Universität Paris-Saclay